# Астрономічна вулиця (Харків)
Астрономічна вулиця — вулиця у Харкові, у Київському районі. Перетинає Селище Жуковського з півдня на північ, від вулиці Академіка Проскури до узлісся Лісопарку. Вулиця заснована в 1950-ті роки й отримала назву 15 квітня 1958 року.

## Розташування
Астрономічна вулиця проходить через все Селище Жуковського паралельно проспекту Жуковського. Починається Т-подібним перехрестям з вулицею Академіка Проскури. В Астрономічну вулицю впираються Фізкультурний провулок і Литвинівська вулиця, а також кілька міждворових проїздів на проспект Жуковського і вулицю Архипа Люльки. Вулиця закінчується біля гімназії ОЧАГ на узліссі Лісопарку, повертаючи праворуч і сполучаючись з вулицею Архипа Люльки та проспектом Жуковського.

## Транспорт
Вулицею прямує автобусний маршрут № 33 з Селища Жуковського до станції метро «Держпром». На вулиці розташовані автобусні зупинки «Астрономічна вулиця», «Аквапарк», «Поляна».

## Об'єкти
- буд. 7а — аквапарк «Хвиля»[4]
- буд. 33 — державне підприємство «Державний науковий центр лікарських засобів і медичної продукції»[5]
- буд. 35 — дитячий садок № 382 «Джерельце»[6]
- буд. 41 — Харківський приватний навчально-виховний комплекс «Гімназія ОЧАГ»[7]